# Tadeusz Słobodzianek
Tadeusz Słobodzianek, född 26 april 1955 i Jenisejsk i Krasnojarsk kraj, Ryssland, är en polsk dramatiker, regissör, teaterchef och tidigare även teaterkritiker. I Sverige är han känd som författare till teaterpjäsen Vår klass, som spelades på Teater Galeasen 2013–2014.

## Biografi
Tadeusz Słobodzianek föddes av polska föräldrar i Jenisejsk i Sibirien, dit föräldrarna hade förvisats 1944 som ett  led i Stalintidens utrensningar. I slutet av 1955 tilläts dock familjen återvända till Polen. Han växte upp i Białystok men är numera bosatt i Warszawa. Efter gymnasiet studerade Słobodzianek teatervetenskap vid universitetet i Kraków (1974–1979). I slutet av studietiden började han skriva  teaterkritik i en studenttidning, senare även i veckotidningen Polityka (fram till 1982).
Han debuterade som dramatiker 1980 med en barnpjäs, och som  regissör 1982 på dockteatern i Białystok. Under de närmaste åren hade han arbete som litteraturchef (en tjänst som ungefär motsvarar dramaturg i Sverige) på teatrar i Kalisz och Poznań samt som repertoaransvarig på en teater i Łódź och på dockteatern i Białystok. 1987 tog han examen på en utbildning för dockteaterregissörer och var därefter under en tid  lärare i dockteater på teaterhögskolan i Białystok. Han fortsatte sin karriär som litteraturchef vid en barnteater i Gdańsk. 1991 var Słobodzianek med och grundade den fria gruppen Teatr Wierszalin i Białystok. I gruppens teater blandas dockor och vanliga skådespelare, föreställningarna innehåller mycket musik och sång och bygger på folkkulturen i trakten av Białystok där polsk och vitrysk kultur blandas. Den har bland annat fått tre priser på Edinburghfestivalen. Teatr Wierszalin är fortfarande aktiv men Słobodzianek har numera lämnat gruppen. 1994–1995 var han dramaturg vid Teatr Dramatyczny (Warszawas stadsteater), och 1999–2003 hade han samma position vid Teatr Nowy i Łódź. Åren 2000–2003 undervisade han vid den privata högskolan Collegium Civitas i Warszawa, och sedan 2001 undervisar han i reportage på journalistutbildningen vid Warszawas universitet.
År 2003 grundade Tadeusz Słobodzianek Laboratorium Dramatu i Warszawa, en verksamhet för att främja och utveckla ny polsk dramatik. Laboratoriet ordnar kurser och utbildningar i att skriva dramatik och har en egen scen där man sätter upp en del av de pjäser som blivit resultatet. Słobodzianek utsågs 2010 till chef för Teatr na Woli i Warszawa. 2012 blev han chef för Teatr Dramatyczny, som i samband med det slogs ihop med Laboratorium Dramatu och Teatr na Woli till en ny och större stadsteater.

## Vår klass
Tadeusz Słobodzianeks mest uppmärksammade pjäs är Vår klass (på polska Nasza klasa). Den hade urpremiär på Royal National Theatre i London 2009 och har därefter satts upp på Słobodzianeks egen Teatr na Woli, i Barcelona, Budapest, Prag, Tokyo, Toronto, Italien, Brasilien, Litauen samt i Chicago, New York, Philadelphia med flera städer i USA. Hösten 2013 och våren 2014 spelades den på Teater Galeasen i Stockholm i regi av Natalie Ringler och översättning av Jarema Bielawski. 
Vår klass ger ett tvärsnitt genom polsk 1900-talshistoria och de polsk-judiska relationerna genom att berätta om tio elever ur samma skolklass, varav hälften judar, från 1925 fram till i dag. Under kriget dödas de flesta ur stadens judiska befolkning i pogromer som starkt påminner om händelserna i den polska staden Jedwabne 1941, när flera hundra av stadens judiska invånare innebrändes i en lada av sina polsk-katolska grannar. I pjäsen dödas två av de judiska klasskamraterna, en emigrerar och två överlever genom att gömma sig hos icke-judiska klasskamrater. En av dem gifter sig senare med sin räddare men äktenskapet blir inte särskilt lyckligt. Även de polsk-katolska klasskamraterna visar upp en provkarta på olika levnadsöden. En av dem kollaborerar i början av kriget i smyg med de sovjetiska trupper som ockuperar staden, för att sedan byta lojalitet när de sovjetiska ockupanterna ersätts av tyskar. Två av dem samarbetar med tyskarna och deltar i pogromerna, ett par andra gömmer och räddar judiska klasskamrater. En av judarna kollaborerar i början öppet med de sovjetiska trupperna, vilket tas som intäkt för att han förtjänar att dödas under pogromen. Efter kriget tar en av de överlevande judarna arbete hos den kommunistiska säkerhetstjänsten, där han bland annat utnyttjar sin position till att hämnas på dem som deltog i pogromen. De som var medskyldiga till massakern håller ihop även efter kriget men talar nästan aldrig om vad som hände, en av dem blir ironiskt nog präst.
Vår klass blev en mycket uppmärksammad och kontroversiell föreställning i Polen. Den skapade en ny våg av medvetenhet kring massakern i Jedwabne, som för första gången blev allmänt känd år 2001 när historikern Jan Tomasz Gross gav ut en bok om händelserna.. Słobodzianek har berättat att pjäsen av olika debattörer har anklagats både för att vara antipolsk och antijudisk.  Senare skrev journalisten Anna Bikont reportageboken Vi från Jedwabne som varit en viktig inspirationskälla för Słobodzianek. Boken blev mycket uppmärksammad när den utkom på svenska 2014.
I Sverige blev mottagandet mycket positivt. Teater Galeasen sålde snabbt slut på alla biljetter till föreställningarna hösten 2013 och lyckades inte ordna en ny spelperiod förrän i maj 2014. Planer finns för ännu en spelperiod under 2015. Vår klass tilldelades Svenska teaterkritikers förenings teaterpris för 2013 och Galeasen nominerades till DN:s kulturpris i kategorin Scenkonst. I Kulturnytt i radions P1 kallades Galeasen för årets teatergrupp, och nättidskriften nummer.se utsåg föreställningen till årets bästa.  ”Man ser den och vet att man aldrig kommer att glömma den (...) Varje svensk skolklass borde få se den.” skrev Leif Zern i DN.  I Borås tidning skrev Stefan Eklund bland annat: ”En oförglömlig föreställning. Det kommer att ta åratal innan jag ser något liknande igen.” 

## Priser
Bland de priser Tadeusz Słobodzianek har tilldelats kan nämnas Fringe First på Edinburghfestivalen (till Teatr Wierszalin) 1993 och 1994, tidskriften Politykas kulturpris ”Paszport” 1993 och Nikepriset, Polens motsvarighet till Augustpriset 2010 för bokutgåvan av Vår klass.